# Gülcan Kamps

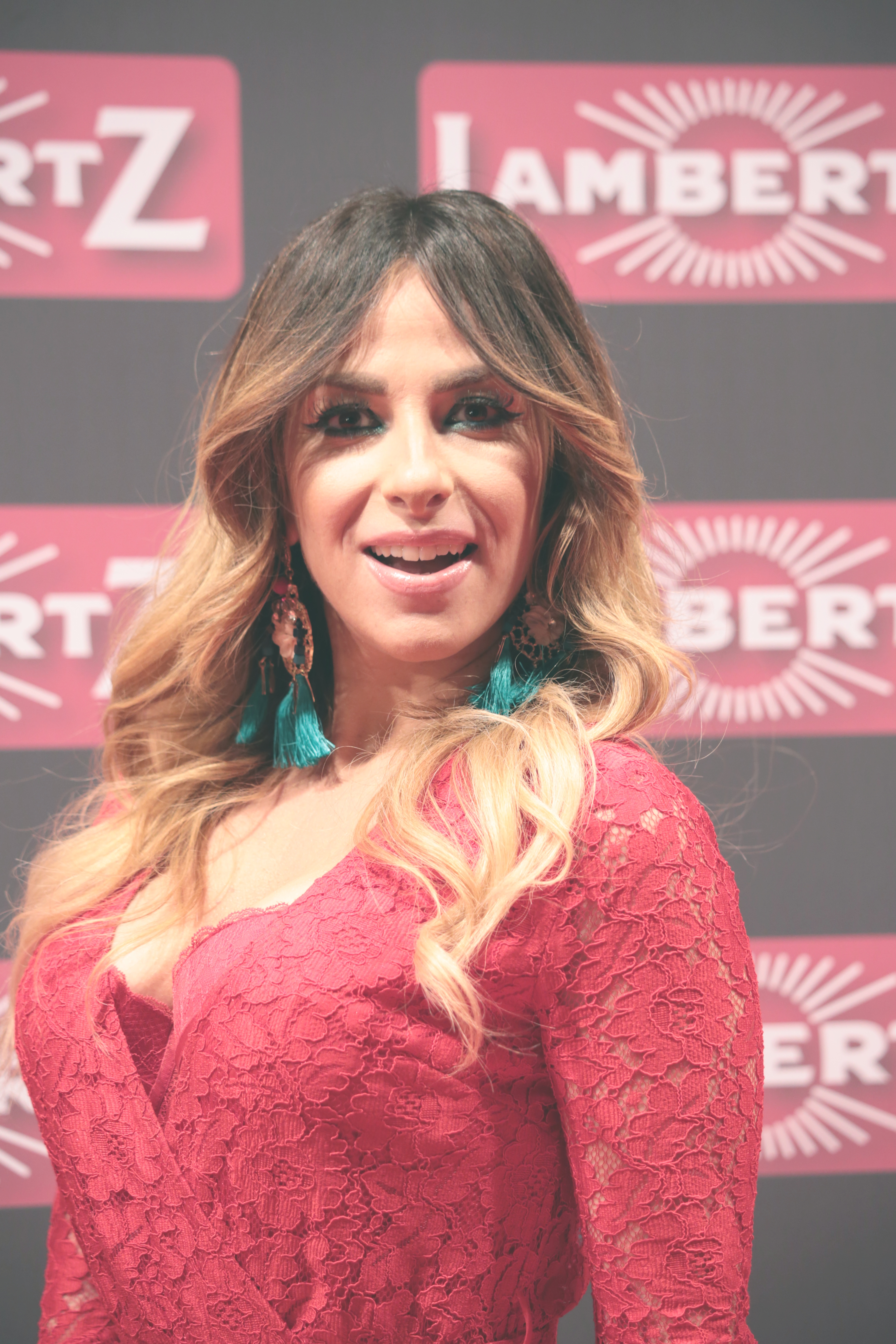
Gülcan Kamps (2018)

Gülcan Kamps [ˈgʏld͡ʒan] (* 20. September 1982 in Lübeck; geb. Karahancı [karaˈhand͡ʒɯ]) ist eine deutsche Fernsehmoderatorin und Schauspielerin.

## Biografie
Kamps wuchs als Tochter türkischer Eltern in Lübeck auf. Nach dem Abitur 2002 an der Dorothea-Schlözer-Schule begann sie ein Studium der Ökotrophologie. Im September 2002 nahm sie an einer Castingshow des Kölner Musiksenders VIVA teil und setzte sich gegen rund 5000 Mitbewerber durch.
Im Jahr 2007 heiratete sie Sebastian Kamps, den Sohn des Unternehmers Heiner Kamps. Der Privatsender ProSieben begleitete die Hochzeitsvorbereitungen und die Heirat mit der Doku-Soap Gülcans Traumhochzeit. Im Dezember 2021 wurde ihr erstes Kind geboren.
Sie lebt in Düsseldorf, arbeitet als Immobilienmaklerin, tritt über Social Media als Influencerin in die Öffentlichkeit und produziert den Podcast Viva Forever. Ehrenamtlich setzt sie sich für das UN-Kinderhilfswerk UNICEF ein.

## Moderatorin
Von Januar 2003 bis Mitte 2010 war sie Moderatorin bei VIVA. Sie präsentierte dort die interaktiven Sendungen VIVA Live!, Interaktiv und 17. Außerdem moderierte sie die VIVA News, Shibuya, zeitweise die VIVA Top 100 sowie NEU und VIVA Spezial.
Anlässlich des Eurovision Song Contests 2004 berichtete Kamps im Mai für ProSieben (TV total) und VIVA (Interaktiv) eine Woche aus Istanbul.
Am 6. Oktober 2005 moderierte Kamps gemeinsam mit Stefan Raab den Musikpreis Comet des Musiksenders  VIVA in der König-Pilsener-Arena. Ab August 2006 moderierte sie als Nachfolgerin von Ben die inzwischen abgesetzte Sendung Bravo TV auf ProSieben.
Kamps war zweimal im Männermagazin Maxim zu sehen, das sie 2005 zur „Woman of the Year“ wählte.
Von 2024 bis 2025 moderierte Kamps die erste Staffel sowie die ersten 62 Folgen der zweiten Staffel von My Style Rocks auf Sport1. Sie schied auf eigenen Wunsch hin aus der Sendung aus und wurde zunächst durch Verena Kerth ersetzt.

## Darstellerin
Ihr Schauspieldebüt gab Kamps im Juni 2005 in Andersrum von Mark Keller und Heiner Lauterbach als „Opfer“.
2006 übernahm sie in der RTL-Sitcom Alle lieben Jimmy die Rolle der Leyla Arkadas. 2006 spielte sie auch in der RTL-Comedy-Rateshow 5 gegen 100 mit, ferner in Rateshows wie Was denkt Deutschland? (Sat.1) oder Extreme Activity (ProSieben).
Im Juni 2008 startete die Doku-Soap Gülcan und Collien ziehen aufs Land auf ProSieben. Darin wurde sie zusammen mit Collien Ulmen-Fernandes für drei Wochen auf einem Chiemgauer Bauernhof Alltagssituationen jenseits von Party- und Jetset-Leben ausgesetzt. Das Konzept der Sendung basiert auf der US-Produktion The Simple Life mit Paris Hilton und Nicole Richie.
2009 spielte sie eine Nebenrolle in der Fernsehserie Der kleine Mann (Episode Benefiz), in der sie als sie selbst auftrat. Anfang 2010 war sie in der Doku-Soap Die Promi-Pauker zu sehen, die auf ZDFneo ausgestrahlt wurde.
In dem Kinofilm Groupies bleiben nicht zum Frühstück von 2010 spielte Kamps sich selbst als VIVA-Moderatorin. 2013 nahm sie an der sechsten Staffel von Let’s Dance teil, ihr Tanzpartner war Nikita Bazev.

## Filmografie (Auswahl)

### Filme und Fernsehserien
- 2003: Die Harald Schmidt Show (Folge 1187)
- 2005: SOKO 5113 (Fernsehserie, Folge: Kaltgestellt)
- 2005: Andersrum (Fernsehfilm)
- 2006: 5 gegen 100 (Fernsehserie, 5 Folgen)
- 2006: Was denkt Deutschland? (Fernsehserie, 1 Folge)
- 2006–2007: Alle lieben Jimmy (Fernsehserie, 16 Folgen)
- 2006–2007: Extreme Activity (Fernsehserie, 3 Folgen)
- 2007: Gülcans Traumhochzeit (Fernsehserie, 8 Folgen)
- 2008: Gülcan und Collien ziehen aufs Land (Fernsehserie, 8 Folgen)
- 2009: Big Brother (Fernsehserie, 1 Folge)
- 2009: Der kleine Mann (Fernsehserie, 1 Folge)
- 2010: Groupies bleiben nicht zum Frühstück
- 2010: Die Promi-Pauker (Fernsehserie, 1 Folge)
- 2012: Die Pyramide
- 2012: Promi Shopping Queen
- 2013: Let’s Dance (Fernsehserie, 1 Folge)
- 2016: Jungen gegen Mädchen (Fernsehshow, eine Folge)
- 2016: Grill den Henssler (Fernsehshow, 1 Folge)
- 2020: Buchstaben Battle (Fernsehshow, eine Folge)
- 2023: Die VIVA-Story – zu geil für diese Welt! (ARD, 3. Folge)
- 2024: Splash! Das Promi-Pool-Quiz (RTL)
- 2024: Die Verräter – Vertraue Niemandem! (RTL)
- 2024: Das Duell um die Welt (Pro7)
- 2024: Du gewinnst hier nicht die Million bei Stefan Raab (RTL+)

### Moderation
- 2003–2009: VIVA Live!
- 2003–2004: VIVA News
- 2005–2010: VIVA Spezial
- 2005–2008: Shibuya
- 2006: Bravo TV
- 2008–2010: NEU
- 2011: The Dome (Backstage)
- 2012: Ballermann 2012
- 2024–2025: My Style Rocks

## Musik
Im August 2003 machte Kamps musikalisch auf sich aufmerksam: Zusammen mit dem türkischen Sänger Mustafa Sandal sang sie den Titel Aya Benzer 2003 (Moonlight) und schaffte es damit in die Top 10 der deutschen Singlecharts. Ihren Teil sang sie dabei in abweichenden Versionen auf Deutsch beziehungsweise Englisch.
| Jahr | Titel Album                       | Höchstplatzierung, Gesamtwochen, AuszeichnungChartplatzierungen (Jahr, Titel, Album, Platzierungen, Wochen, Auszeichnungen, Anmerkungen) | Höchstplatzierung, Gesamtwochen, AuszeichnungChartplatzierungen (Jahr, Titel, Album, Platzierungen, Wochen, Auszeichnungen, Anmerkungen) | Höchstplatzierung, Gesamtwochen, AuszeichnungChartplatzierungen (Jahr, Titel, Album, Platzierungen, Wochen, Auszeichnungen, Anmerkungen) | Anmerkungen                                                     |
| Jahr | Titel Album                       | DE | AT | CH | Anmerkungen                                                     |
| ---- | --------------------------------- | --- | --- | --- | --------------------------------------------------------------- |
| 2003 | Aya Benzer 2003 (Moonlight) Seven | DE8 (15 Wo.)DE | AT40 (11 Wo.)AT | CH67 (11 Wo.)CH | Erstveröffentlichung: 21. Juli 2003 Mustafa Sandal feat. Gülcan |

## Auszeichnungen
- 2005: Bravo Otto in Gold in der Kategorie „Fernsehstar weiblich“
- 2005: Maxim „Woman of the year (Fernsehmoderation)“
- 2007: Bravo Otto in Gold in der Kategorie „Fernsehstar weiblich“